# Бакіч Відяй
Бакіч Відяй (ерз. Бакич Видяй), справжнє ім'я Віктор Михайлович Чічайкін (4 червня 1977 року, Поводімово, Дубенський район, Мордовська АРСР) — російський і ерзянський естрадний співак і діджей, виконувач майже всі свої пісні ерзянською мовою. Заслужений працівник культури Мордовії (2016).

## Біографія
Бакіч Відяй народився 4 червня 1977 року в селі Поводімово, Дубенського району. Після закінчення школи навчався на відділенні акторського мистецтва в Мордовському державному університеті імені Огарьова, який закінчив у 1999 році. Грає на фортепіано, баяні, гітарі та ударних інструментах, автор-виконавець власних пісень.

## Музична кар'єра
Музичну кар'єру розпочав у 14 років в групі «Альтаїр». Юнак грав у студентських виставах «Дядя Ваня» А. П. Чехова (Серебряков), «Кам'яний гість» (Дон Жуан) і «Русалка» О. С. Пушкіна (Князь), «Пора кохання» В.Катаєва (Ігор) і в народних постановках «Масторава» (Шайтян) і «Єрмезь» (Стадань ваний). Працював актором Мордовського національного театру, співробітником ДТРК «Мордовія». часто використовує народні інструменти.
Бакіч гастролює не тільки в Мордовії, а й за її межами. Актор виконує пісні ерзянською і російською мовами. Він — учасник багатьох музичних фестивалів Республіки Мордовія, в тому числі Міжрегіонального фестивалю мордовського фольклору і декоративно-прикладної творчості «Масторавань морот» («Пісні матері землі»), Фестивалю мордовської естрадної пісні «Од вий» («Нова сила»), республіканського огляду народної творчості «Шумбрат, Мордовія!».
У 2017 році на народні пожертвування в Мордовії був знятий перший фільм ерзянською мовою «Азор», режисером і композитором якого був Бакіч Відяй.

## Дискографія
- 1999 - Странник
- 2001 - Тон туить
- 2002 - Минек вечкемась
- 2004 - Од Ие
- 2005 - Весе вейсэ
- 2007 - Тейтерькат
- 2009 - Тундонь чокшнесь
- 2012 - ШтатоL